# Celinowo (województwo mazowieckie)
Celinowo – wieś w Polsce, położona w województwie mazowieckim, w powiecie wyszkowskim, w gminie Somianka. Ma status sołectwa.
| SIMC    | Nazwa         | Rodzaj    |
| ------- | ------------- | --------- |
| 0520047 | Ostrówek      | część wsi |
| 0520053 | Wólka-Parcele | część wsi |

W latach 1975–1998 wieś administracyjnie należała do województwa ostrołęckiego.
Wierni Kościoła rzymskokatolickiego należą do parafii św. Małgorzaty w Zatorach.